# دختری در عشق تو
دختری در عشق تو (به هندی: Gori Tere Pyaar Mein) فیلمی محصول سال ۲۰۱۳ و به کارگردانی پونیت مالهوترا است. در این فیلم بازیگرانی همچون کارینا کاپور، عمران خان، انوپم کهیر، شرادها کاپور، اشا گوپتا ایفای نقش کرده‌اند.